# Midnight Club
Midnight Club (с англ. — «Полночный клуб») — серия видеоигр в жанре аркадных авто- и мотогонок, разработанная Angel Studios/Rockstar San Diego и изданная компанией Rockstar Games. Первая часть серии, Midnight Club: Street Racing, изначально была выпущена в 2000 году эксклюзивно для игровой приставки PlayStation 2. После успеха игры компания создала несколько продолжений для разных платформ.
Игры серии базируются на имитации уличных гонок в городах реального мира с возможностью свободного передвижения по их дорогам. Начиная с Midnight Club II в серии появились мотоциклы и специальные возможности транспортных средств. В третьей части были введены лицензированные производителями транспортные средства, а также возможности их тюнинга и стайлинга. В последней части серии была введена динамическая смена времени суток и погоды, а также полноценные полицейские погони с возможностью задержания игрока.
До появления Midnight Club её разработчики, Angel Studios, уже имели опыт по созданию аркадных гоночных игр, выпустив Midtown Madness и Midtown Madness 2, концепция которых была взята за основу новой серии. Midnight Club получила благосклонные отзывы со стороны прессы. Рецензенты хвалили геймплей, а также большие и подробные города с возможностью свободного передвижения. В качестве главного недостатка называлась высокая сложность прохождения игр.

## Игровой процесс

Скриншот из последней игры серии — Midnight Club: Los Angeles. Отличительными особенностями гонок всех частей франшизы являются контрольные точки, до которых игрок волен доезжать любым путём.

Все игры серии Midnight Club базируются на имитации уличных гонок в открытом мире. Действие игр происходит в реальных городах США, Европы и Японии. Основным режимом всех частей серии является «Карьера» — в этом режиме игрок продвигается по сюжету, принимая участие в гонках и заданиях, выигрывая или покупая новые машины и мотоциклы. В каждом городе можно встретить гонщиков, мигнуть одному из них фарами и поехать с ним в место начала проведения заезда. После победы в серии из нескольких состязаний игрок получает транспортное средство побеждённого. В каждой игре серии в том или ином виде присутствуют полицейские погони: полиция на своём транспортном средстве начинает преследование игрока и его соперников, если нарушать правила дорожного движения.
Помимо основного режима «Карьера», присутствуют несколько дополнительных. Так, в режиме «Аркада» у игрока есть возможность самостоятельно выбрать условия состязания, либо просто свободно изучить города; кроме того, в «Аркаде» присутствуют типы заездов, недоступные в «Карьере». Во всех частях серии также представлен многопользовательский режим: в первой игре он был сделан с технологией разделённого экрана, а в последующих появился также сетевой режим. Помимо этого, начиная со второй части в серию был внедрён редактор, позволяющий создавать собственные гонки, а с третьей — возможности тюнинга и стайлинга транспортных средств.
Большое внимание дизайнеры игр уделили городам, география которых воссоздана таким образом, чтобы игроки могли получить удовольствие от гонок и поисков различных альтернативных маршрутов, знание которых часто имеет решающее значение в заездах. Не в последнюю очередь для этого была проработана модель повреждений окружающих объектов: в играх можно не только сбивать объекты в виде дорожных знаков, мелких заборов и т. п., но и пробивать стеклянные двери в зданиях с целью сокращения маршрута. По дорогам городов разъезжает транспорт, а по тротуарам идут пешеходы, которых в зависимости от конкретной игры можно или нельзя сбить. В большинстве частей серии также присутствуют коллекционные предметы, которые спрятаны в труднодоступных местах и при сборе открывают различные дополнительные возможности и контент.
Во всех частях серии реализована модель повреждений транспортных средств. Во многих чертах она остаётся неизменной от игры к игре: столкновения влияют на внешний вид автомобилей и мотоциклов, а также на заполнение шкалы на панели приборов, что в конечном итоге приводит к выведению транспортного средства из строя, после чего требуется его восстановить до первоначального состояния. Повреждения также имеют некоторые индивидуальные черты в зависимости от игры. Так, начиная со второй части, появились заправочные станции, при столкновении с бензоколонками на которых те взрываются, выводя транспортное средство из строя, а в последней игре серии при полной поломке транспортного средства нужно производить его ремонт вручную.

## Игры
| Год  | Название                                    | Разработчик        | Платформа | Платформа | Платформа           |
| ---- | ------------------------------------------- | ------------------ | --------- | --------- | ------------------- |
| Год  | Название                                    | Разработчик        | Консоль   | Компьютер | Портативная система |
| 2000 | Midnight Club: Street Racing                | Angel Studios      | PS2       |           | GBA                 |
| 2003 | Midnight Club II                            | Rockstar San Diego | PS2 Xbox  | Windows   |                     |
| 2005 | Midnight Club 3: DUB Edition                | Rockstar San Diego | PS2 Xbox  |           | PSP                 |
| 2006 | Midnight Club 3: DUB Edition Remix          | Rockstar San Diego | PS2 Xbox  |           |                     |
| 2008 | Midnight Club: Los Angeles                  | Rockstar San Diego | PS3 X360  |           |                     |
| 2008 | Midnight Club: L.A. Remix                   | Rockstar London    |           |           | PSP                 |
| 2009 | Midnight Club: Los Angeles Complete Edition | Rockstar San Diego | PS3 X360  |           |                     |

## История разработки

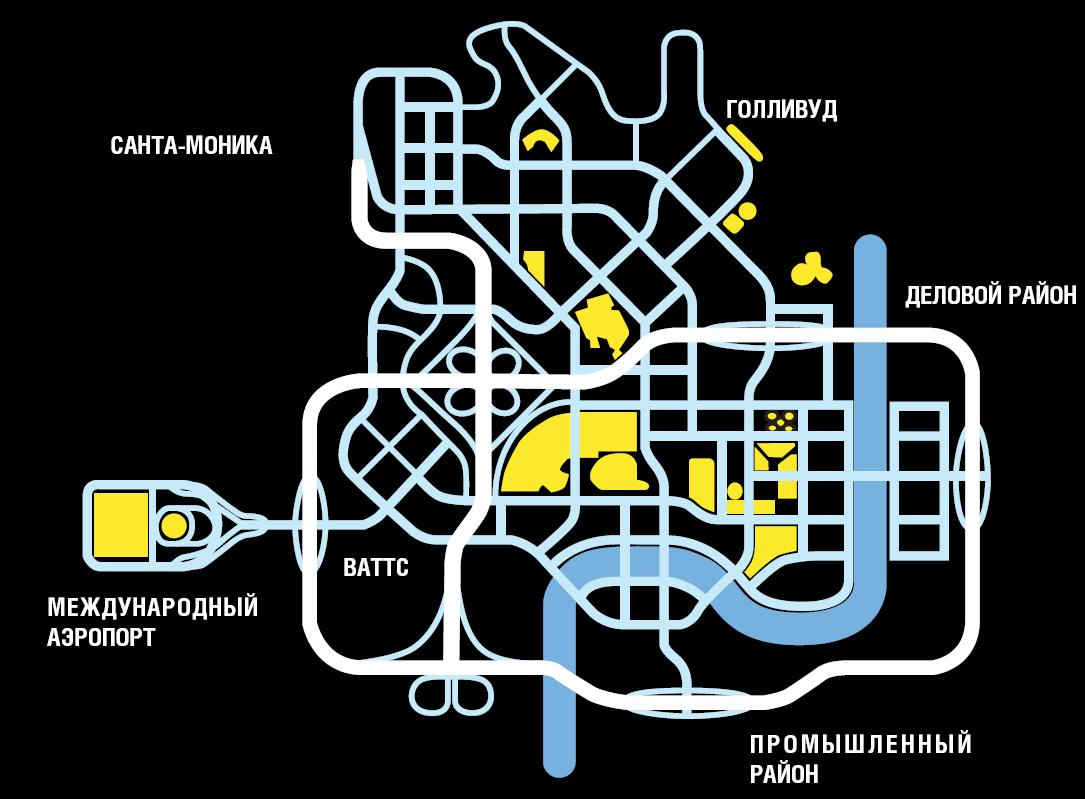
Карта Лос-Анджелеса из второй части серии — Midnight Club II. Улицы этого и других городов игр франшизы были воссозданы с расчётом на вариативность маршрутов и высокую скорость прохождения гонок.

Серия игр Midnight Club была разработана Angel Studios. При создании первой части серии, Midnight Club: Street Racing, студия опиралась на опыт своих предыдущих гоночных аркад — Midtown Madness и Midtown Madness 2, и поэтому Midnight Club имеет схожие концепцию и геймплей — уличные гонки в открытом мире по реальным городам. Midnight Club стала одним из первых игровых проектов с тематикой уличных гонок. Midnight Club: Street Racing была выпущена осенью 2000 года, как стартовый эксклюзив для новой в то время приставки PlayStation 2, а в следующем году студия Rebellion Developments создала версию игры для Game Boy Advance; в 2013 году вышла версия для PlayStation 3.
После того как Midnight Club: Street Racing продемонстрировала свою успешность, команда разработчиков решила создать сиквел. Во время работы над Midnight Club II Angel Studios была приобретена Rockstar Games, которые переформировали её в Rockstar San Diego, став их материнской компанией. Во второй игре серии появились такие нововведения, как мотоциклы (Midnight Club II стала первой гоночной игрой, в которой использованы и автомобили, и мотоциклы), специальные способности и онлайн-режим. Кроме того, улучшениям по сравнению с предшественником подверглись такие аспекты, как дизайн городов, графика и сюжет. Изначально выпуск состоялся весной 2003 года на PlayStation 2, а летом вышли портированные версии для Xbox и Windows; версия для Windows впоследствии была переиздана в 2008 году в сервисе Steam, а в 2013 году вышла версия для PlayStation 3.
На волне повышавшейся популярности тематики уличных гонок разработчики после выпуска Midnight Club II приступили к созданию продолжения, получившего название Midnight Club 3: DUB Edition. Основным отличием от предыдущих частей является введение в серию лицензированных транспортных средств от известных мировых производителей, таких как Nissan, Chevrolet, Kawasaki и многие другие. Помимо прочего, в игре впервые в серии появились возможности тюнинга и стайлинга, подобно имеющимся в играх Need for Speed: Underground и Need for Speed: Underground 2. Транспортные средства и запчасти для них можно не только выиграть, но и купить, потратив на них заработанные в гонках деньги. В ходе создания третьей игры Rockstar San Diego сотрудничали с журналом DUB Magazine и со студией Rockstar Leeds. Midnight Club 3: DUB Edition вышла весной 2005 года на Xbox, PlayStation 2 и PlayStation Portable, а годом позже вышло переиздание для Xbox и PlayStation 2 с новым контентом, получившее название Midnight Club 3: DUB Edition Remix; переиздание было также выпущено в 2012 году для PlayStation 3.
Хотя Midnight Club 3: DUB Edition изначально задумывалась заключительной частью, в 2007 году Rockstar San Diego приступили к разработке следующей игры серии под названием Midnight Club: Los Angeles на новом движке компании Rockstar Games — RAGE (предыдущие части серии использовали движок собственной разработки Angel Studios — AGE). Игра предназначалась для консолей следующего поколения — Xbox 360 и PlayStation 3. В ходе создания все аспекты предыдущих частей были значительно усовершенствованы, а экраны загрузки были полностью убраны, поскольку команда создателей, по их словам, хотела дать игрокам большее чувство свободы. Для PlayStation Portable студией Rockstar London также разрабатывалась отдельная версия под названием Midnight Club: L.A. Remix, отличавшаяся некоторыми изменениями и упрощениями в связи с техническими ограничениями портативной системы. Выпуск игры состоялся осенью 2008 года, а в следующем году вышло переиздание для Xbox 360 и PlayStation 3 под названием Midnight Club: Los Angeles Complete Edition, включающее в себя оригинальную игру и все вышедшие для неё дополнения.
После выпуска Midnight Club: Los Angeles главные разработчики серии — Джей Панек и Марк Гароне — были уволены в связи с переменами в студии Rockstar San Diego и тяжёлыми условиями труда, из-за которых в адрес компании Rockstar Games высказывались многочисленные жалобы от работников и их семей. Увольнения коснулись и прочих сотрудников студии, которые не хотели принимать участие в разработке другой игры от Rockstar Games — Red Dead Redemption. По этим причинам в прессе отметили, что потенциальное продолжение серии Midnight Club более не может увидеть свет. Тем не менее, впоследствии неоднократно появлялась информация о возможном возрождении франшизы. Так, 1 августа 2017 года на серверах Xbox Live появилось два скриншота из потенциального перезапуска серии Midnight Club, но никаких комментариев от самих Rockstar Games по данному поводу не поступало. В ноябре 2020 года стало известно о намерениях Take-Two Interactive купить студию Codemasters, известной по созданию таких гоночных игровых серий, как Dirt и Grid, отчего студия могла бы помочь в создании новой части серии Midnight Club, но в конечном итоге студию купила Electronic Arts. В январе 2022 года во время инвесторской телеконференции глава Take-Two Interactive Штраус Зельник заявил о возможном продолжении известных франшиз Rockstar Games, включая Midnight Club.

## Оценки и мнения
| Игра                               | GameRankings                               | Metacritic                              |
| ---------------------------------- | ------------------------------------------ | --------------------------------------- |
| Midnight Club: Street Racing       | 76,99 % (PS2) 48,43 % (GBA)                | 78/100 (PS2) 50/100 (GBA)               |
| Midnight Club II                   | 87,45 % (Xbox) 85,85 % (PS2) 84,88 % (PC)  | 86/100 (Xbox) 85/100 (PS2) 81/100 (PC)  |
| Midnight Club 3: DUB Edition       | 86,21 % (PS2) 85,78 % (Xbox) 74,50 % (PSP) | 84/100 (PS2) 84/100 (Xbox) 74/100 (PSP) |
| Midnight Club 3: DUB Edition Remix | 87,14 % (Xbox) 85,57 % (PS2)               | 87/100 (Xbox) 85/100 (PS2)              |
| Midnight Club: Los Angeles         | 81,66 % (PS3) 80,64 % (X360)               | 82/100 (PS3) 81/100 (X360)              |
| Midnight Club: L.A. Remix          | 78,96 % (PSP)                              | 79/100 (PSP)                            |

В целом игры серии Midnight Club получили положительные отзывы со стороны игроков и профессиональной прессы. Серия также снискала коммерческий успех: по состоянию на июль 2004 года продажи превысили 3 миллиона экземпляров, а на сентябрь 2011 года всего было продано 18,5 миллионов копий игр, что сделало Midnight Club пятой самой продаваемой серией гоночных игр.
В обзорах рецензенты часто хвалили большие и проработанные локации: отмечалось, что открытый мир полон различных альтернативных маршрутов и коротких путей, что добавляет разнообразия прохождению гонок, во время которых отсутствуют невидимые стены, а различные достопримечательности (например, Международный аэропорт Лос-Анджелес и Лувр) воссозданы добросовестно и достоверно. Игровой процесс обозреватели описывали, как динамичный и очень быстрый, а многопользовательский режим, по их мнению, значительно увеличивал реиграбельность и был способен продлить время, проведённое за игрой. На журналистов также производили хорошее впечатление транспортные средства, разнообразие их способностей (например, езда на двух колёсах) и возможностей: автомобили и мотоциклы можно подвергнуть модификации, начиная с покраски и изменения их деталей и заканчивая установкой функции замедления времени или ЭМИ.
Основной критике игры серии подвергались из-за излишне высокой сложности прохождения. Рецензенты замечали, что соперники обладают отличными навыками вождения, хорошо знают улицы городов и всегда готовы воспользоваться малейшими ошибками игрока. Транспортные средства в серии обладают высокой скоростью и «безумной» аркадной физикой, что, по словам обозревателей, требует от игроков хорошей реакции и внимания, чтобы успевать вовремя реагировать на происходящее. Сложность прохождения усугубляет и открытый мир, который нужно тщательно изучить, чтобы не заблудиться в запутанных городских улицах, а также уметь воспользоваться наиболее короткими и удобными маршрутами и скрытыми путями с целью обогнать соперников и победить в гоночных соревнованиях.

### Влияние
Midnight Club стала одной из первых игр, в которой использована тематика уличных гонок. Свобода выбора пути до контрольных точек во время гонок, происходящих в реальных городах, стала основной отличительной чертой серии. Игровой процесс и тематика, схожие с представленными в Midnight Club, впоследствии были использованы в некоторых других гоночных играх, в том числе Need for Speed: Underground и Need for Speed: Underground 2, в которых игрок также принимает участие в гонках по городским улицам. Некоторые возможности, как, например, использование в гонках и автомобилей, и мотоциклов, впервые использованы в Midnight Club и впоследствии реализовывались в играх других компаний, таких как Test Drive Unlimited, Burnout Paradise и другие. Кроме того, некоторые элементы геймплея Midnight Club использовались в других играх самой компании Rockstar Games.